# Serment de Solignac

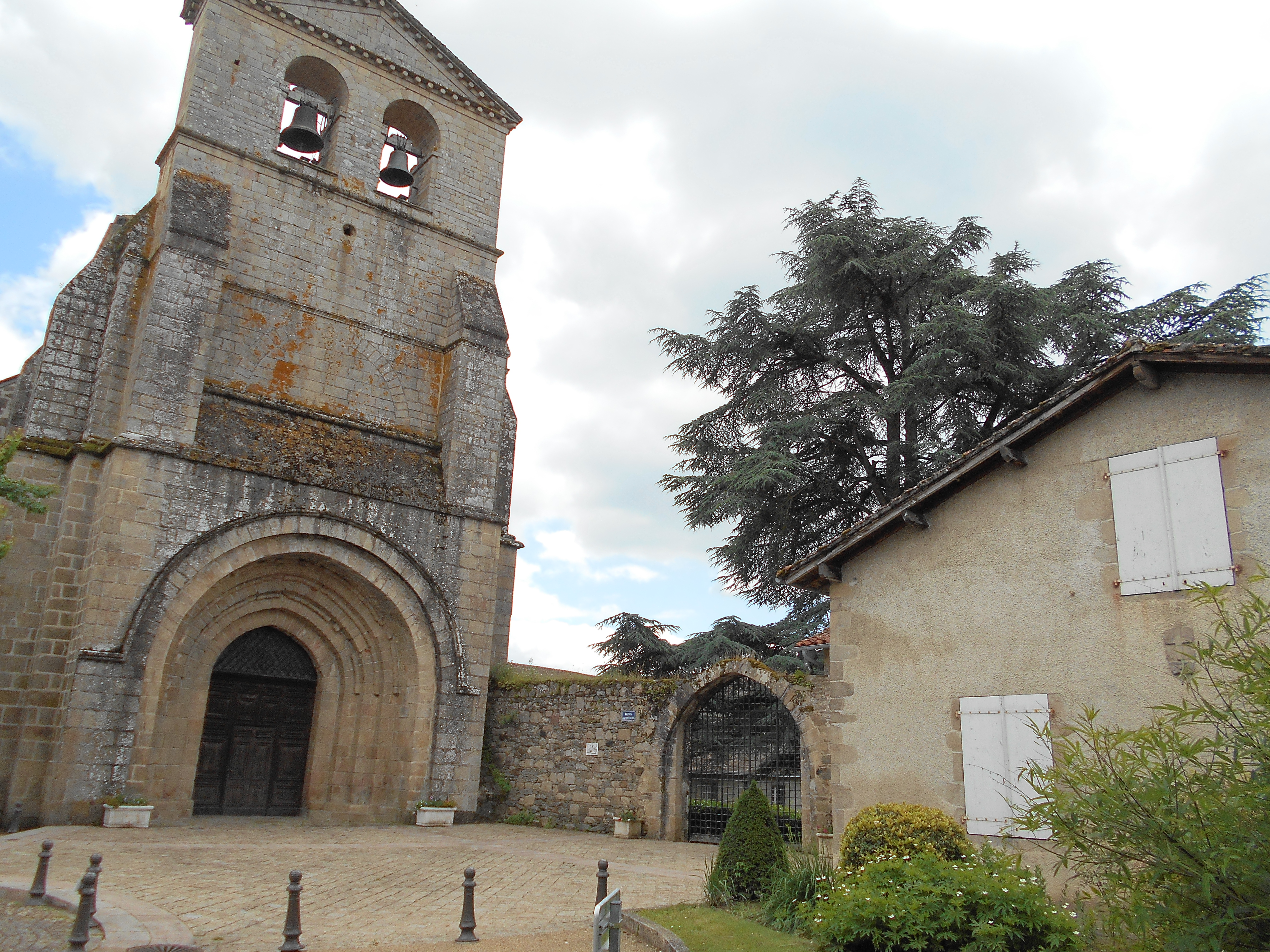
L'église-abbatiale de Solignac.

L'expression « Serment de Solignac » désigne un moment particulier de l'histoire politique de la France durant la Cinquième République, qui se déroule précisément le 4 décembre 1966.
Conformément aux souhaits de renouvellement du Premier ministre Georges Pompidou, plusieurs jeunes militants et personnalités montantes de l'Union pour la nouvelle République, mouvement créé pour soutenir l'action du président Charles de Gaulle, se réunissent à Solignac, commune proche de Limoges, dans le département de la Haute-Vienne, pour préparer les élections législatives de mars 1967 lors desquelles ils entendent être élus sous l'étiquette de rassemblement de l'Union des républicains de progrès dans les circonscriptions du Centre-Ouest de la France, jugées peu favorables à la droite.
Cet événement s'inscrit dans la volonté des cadres du gaullisme de préparer la succession du général de Gaulle. L'historiographie en fait généralement le point de lancement de la carrière politique de Jacques Chirac, élu député puis nommé secrétaire d'État quelques mois plus tard.

## Contexte

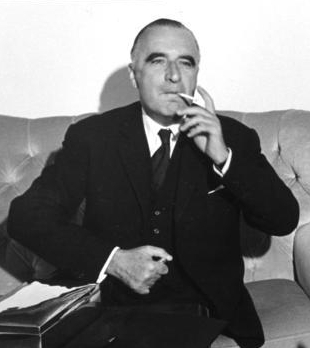
Georges Pompidou (ici en 1965).

Réélu en 1965 après avoir été mis en ballotage par François Mitterrand, le président de la République Charles de Gaulle, 76 ans, est à la tête de l'État depuis janvier 1959. La question de sa succession, bien que non abordée publiquement, suscite la réflexion des cadres du gaullisme et la mobilisation d'une nouvelle génération de personnalités politiques, plus jeunes que les « barons du gaullisme » désormais quinquagénaires. La fonctionnarisation des élus, le vieillissement des élites issues de la Résistance et le rajeunissement de l'électorat sont d'autres éléments qui motivent ces interrogations.
La tenue des élections législatives de mars 1967 est l'occasion pour le Premier ministre Georges Pompidou d'affirmer son statut de chef de la majorité autour du nouveau « Comité d'action pour la Ve République », étiquette devant rassembler gaullistes et giscardiens, et d'impulser une dynamique autour de forces montantes plus jeunes. L'objectif de ces figures est de se porter candidates dans des circonscriptions traditionnellement jugées plus favorables au radical-socialisme, à la SFIO et aux communistes, dans le Centre-Ouest de la France. Le Limousin est en effet depuis le XIXe siècle une terre d'élection de la gauche, marqué par des mouvements sociaux importants et porté par des mouvements migratoires marquants (Maçons de la Creuse). Le communisme est vif, en particulier, fait notable, dans les campagnes. François Mitterrand est arrivé en tête dans les trois départements limousins en 1965.
La campagne est marquée par l'ascendant pris par Matignon sur les équipes de l'Élysée, notamment dans le choix de la stratégie de communication, laquelle est confiée à Michel Bongrand, dirigeant de la société « Services et Méthodes » et pionnier de la communication politique, connu pour avoir dirigé la stratégie marketing de la campagne présidentielle marquante de Jean Lecanuet en 1965. Un vade mecum et un hebdomadaire de campagne distribués aux candidats, un logotype en forme de V (évocateur de la Ve République) font partie des mesures de Michel Bongrand. 

## Le serment

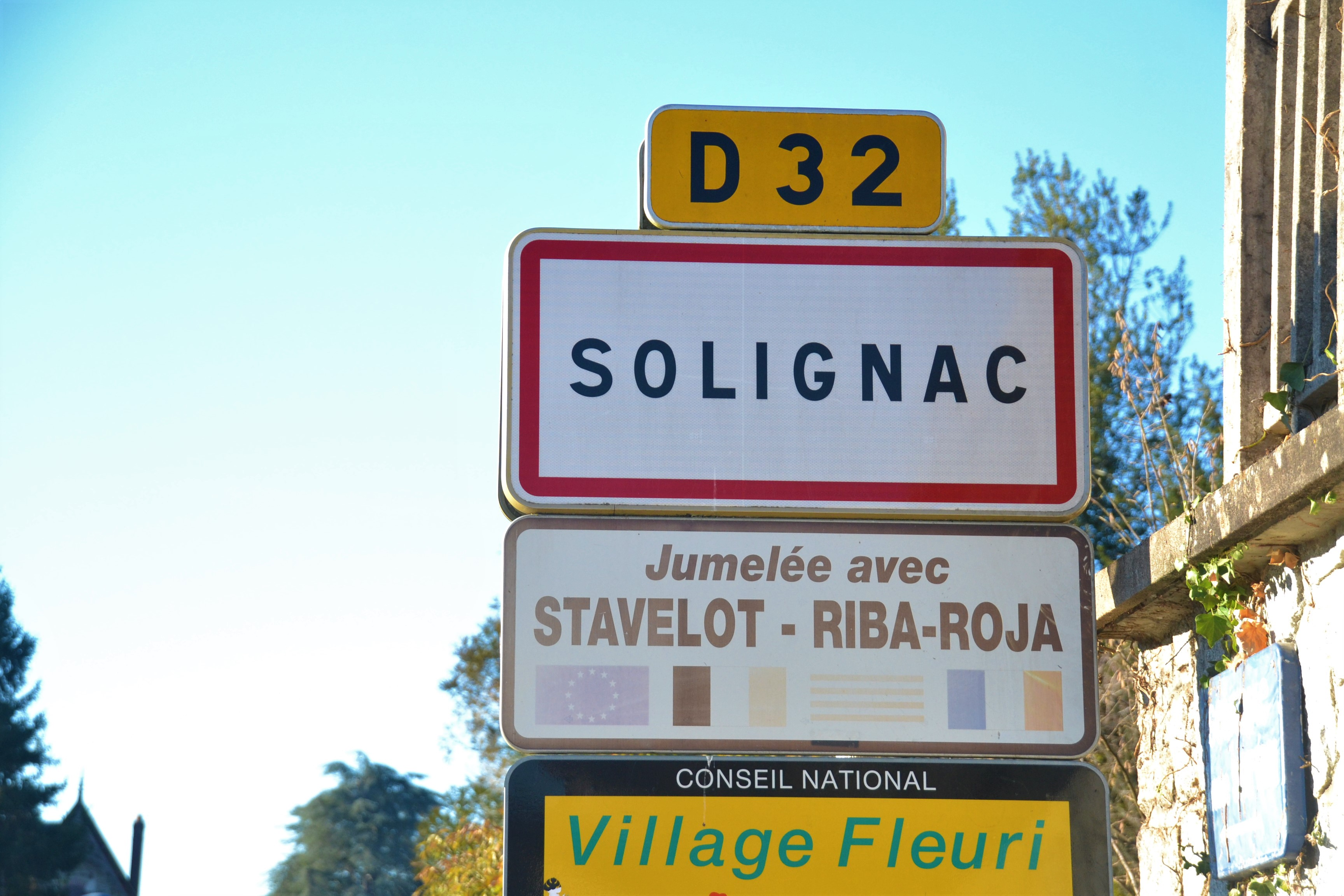
Panneau d'agglomération à Solignac.

Les participants à la journée du 4 décembre 1966 entendent officialiser leur engagement et se réunissent à Solignac, au cœur de cette région convoitée, dans le Limousin. La figure de Jean Charbonnel, 39 ans, élu en 1962 en Corrèze et maire de Brive-la-Gaillarde depuis septembre 1966, et celle du conseiller du Premier ministre Pierre Juillet, né en Creuse, jouent probablement un rôle non négligeable dans la tenue de la réunion. L'implication personnelle de Georges Pompidou n'est pas attestée. Jacques Baumel, secrétaire général du parti gaulliste, fait part de son scepticisme.
La réunion vise, selon les mots de Charbonnel, à mettre au point une tactique politique commune, à faire connaître au grand public l'identité des jeunes candidats, et à créer d'autres vocations au sein des jeunes militants gaullistes.
Les dix candidats en question, investis par le « Comité d’action pour la Ve République », sont pour la plupart novices en politique, ou en sont du moins aux débuts de leur carrière. Ils sont d'après Jérôme Pozzi « plus habitués à l'art de la note de synthèse qu'aux réunions politiques des préaux d'école ». Seul Jean Charbonnel est député sortant, déjà bien implanté en Corrèze. La liste des présents est la suivante :
- Claude Binet,
- Jean-Baptiste Brugeaud,
- Philippe Chabassier,
- Jean Charbonnel,
- Jacques Chirac (rejoint par Henri Belcour, candidat suppléant[8]), membre de la Commission de développement économique régional du Limousin depuis fin 1964[4] et élu en 1965 conseiller municipal de Sainte-Féréole, village de ses grands-parents maternels,
- Jean-Pierre Dannaud, normalien et agrégé de philosophie, également agent ministériel[2],
- Louis Limoujoux, lequel facilite avec sa famille, notamment ses frères Léon et André, propriétaires d'une entreprise de salaisons à Ussel, l'implantation de Jacques Chirac en Haute-Corrèze[9],[10],
- Pierre Mazeaud, magistrat et conseiller ministériel[2],
- Auguste Mazet,
- Bernard Pons, médecin, ancien jeune résistant et devenu élu au conseil municipal de Cahors en 1965[2].

Jacques Limouzy, candidat dans le Tarn, n'est pas présent, bien qu'il soit parfois mentionné parmi ces jeunes candidats en terre de mission.
Certains d'entre eux sont parachutés, mais beaucoup font l'effort de mettre en exergue les liens familiaux, fussent-ils ténus, qu'ils entretiennent avec leur terrain de campagne, comme le suggère Pierre Juillet, conseiller de Georges Pompidou et creusois de naissance. Jacques Chirac peut faire valoir quatre grands-parents corréziens, Pierre Mazeaud une famille d'extraction limousine (il a d'ailleurs été candidats aux élections municipales de 1965 à Limoges, battu par le sortant socialiste Louis Longequeue).

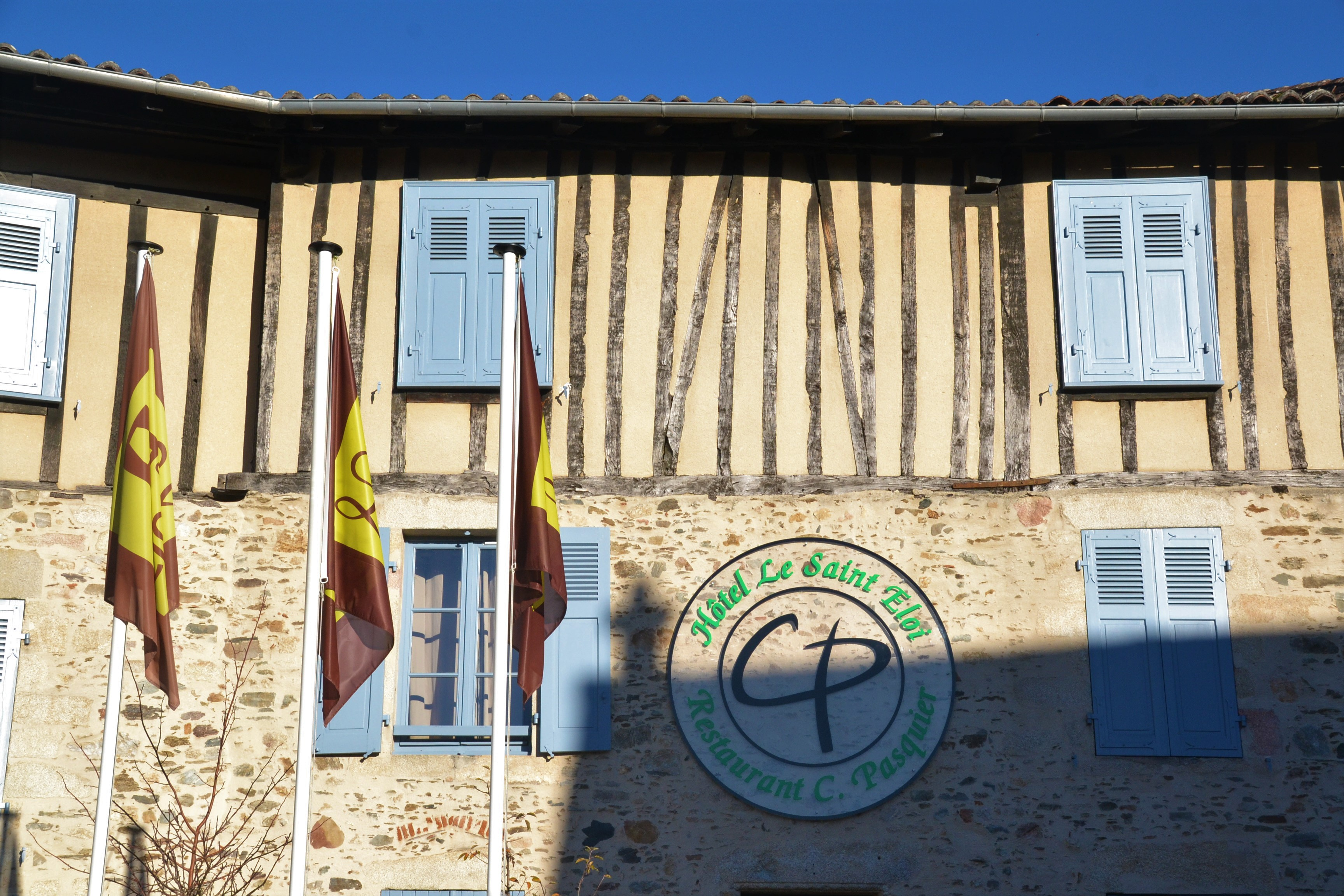
L'hôtel-restaurant Saint-Éloi, en 2020.

La réunion comprend un repas à l'auberge de l'Abbaye de Solignac, d'après Maurice Robert. Il s'agit précisément de l'auberge le Saint-Éloi, nommée d'après Éloi de Noyon, dit saint Éloi, trésorier du roi des Francs mérovingien Dagobert Ier et fondateur de l'abbaye de Solignac au VIIe siècle,,. Il se dit que ce repas est très arrosé,.
Le groupe se donne pour devise « Libération, éviction, rénovation ! ». C'est à Jean Charbonnel que l'on doit la déclaration formalisant ledit serment :

« Nous jurons de rester unis jusqu'à ce que nous ayons mené à bien notre combat, qui est celui de la relance économique, de la justice sociale. »

Charbonnel reconnaît a posteriori une déclaration à la fois « spectaculaire » et « naïve ».

## Bilan et conséquences

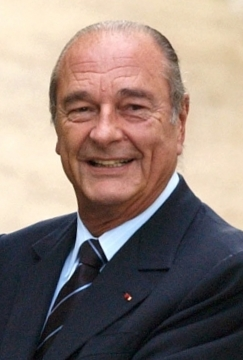
Jacques Chirac, alors Président de la République (ici en 2004).

Le serment de Solignac donne son sens et sa visibilité à l'opération de reconquête. Dès la mi-décembre, la presse (L'Express du 12 décembre en tête) qualifie ce groupe informel de « jeunes loups », terme ensuite consacré pour évoquer l'épisode politique. La Fédération de la gauche démocrate et socialiste de François Mitterrand, en réaction, tente d'opposer ses « jeunes sangliers », comme Roland Dumas (candidat contre Charbonnel en Corrèze) et Charles Hernu.
Les résultats objectifs de l'opération des « jeunes loups » sont cependant décevants : des dix candidats en lice, seuls deux sont élus au soir du second tour des législatives, Bernard Pons et Jacques Chirac. Le premier poursuit ensuite une carrière parlementaire (Lot, Essonne, Paris) et ministérielle de 1968 à 1997, tandis que le second entre dans le gouvernement Pompidou dès le printemps 1967, avant de devenir deux fois Premier ministre puis Président de la République en 1995. Le serment de Solignac, réunion d'énarques et fonctionnaires ministériels, est parfois présenté comme le point d'ancrage de Jacques Chirac en Limousin, qui déterminera sa façon d'agir en responsable politique vis-à-vis de sa terre d'élection, notamment dans l'implantation de groupes industriels liés à la finance mondiale, peu soucieux de considérations sociales.
Battu en 1967 (François Mitterrand a souhaité donner une dimension nationale au scrutin corrézien en venant clore la campagne de la FGDS à Brive pour soutenir Roland Dumas), Jean Charbonnel sera réélu aux législatives de 1968 et deviendra ministre de Pierre Messmer en 1972. Pierre Mazeaud sera également élu député en 1968, mais en choisissant de renoncer à son ancrage limousin (Hauts-de-Seine puis Haute-Savoie) et poursuivra ensuite une importante carrière politique, jusqu'à devenir président du Conseil constitutionnel de 2004 à 2007.
Il faut attendre les élections législatives de 1993 pour voir le Limousin majoritairement basculer à droite (huit députés sur neuf).
Le souvenir du serment de Solignac est encore mobilisé par Pierre Mazeaud au début de la troisième cohabitation en 1997, pour fédérer les fidèles de Jacques Chirac.